# Gabriel de Guilleragues
Gabriel de Guilleragues   (* 18. November 1628 in Bordeaux; † 15. März 1685 in Konstantinopel) war ein französischer Diplomat und Schriftsteller.

## Leben und Werk
Guilleragues studierte am Collège de Navarre. Von 1651 bis zu dessen Tod 1666 stand er im Dienste von Armand de Bourbon, prince de Conti. Dann ging er als Hofmann nach Paris und war Sekretär des Duc de Foix (Henri François de Foix de Candale Duc de Randan, 1640–1714) sowie ab 1669 des Königs. Er wurde zum Botschafter bei der Hohen Pforte in Konstantinopel ernannt und residierte dort von 1679 bis zu seinem Tod. Berühmt ist die von ihm erfolgreich überstandene Sofaaffäre, in der er sich jahrelang weigerte, bei der Vorstellung vor dem Großwesir Kara Mustafa Pascha (wie sein Vorgänger Charles Olier de Nointel) auf einem Schemel Platz zu nehmen, statt, wie der Wesir, auf einem Sofa (was er endgültig 1684 durchsetzte).
Gilleragues schrieb u. d. T. Les lettres portugaises (1669) den ersten Briefroman der französischen Literatur, wurde aber erst im 20. Jahrhundert als Autor identifiziert, da er sich als Übersetzer eines Textes der portugiesischen Nonne Soror Mariana Alcoforado ausgab. Von Guilleragues’ Zeitgenossen wurden die Briefe für echt gehalten. Ihr gänzlich literarischer Charakter wurde lange nicht erkannt, so dass weder der Text noch ihr Verfasser in den Literaturgeschichten auftauchte. 
Die fünf portugiesischen Briefe, deren Erfolg in der großen Zahl der Auflagen und Übersetzungen (auch durch Rainer Maria Rilke, 1913) außergewöhnlich war, sind der „Ichroman einer Leidenschaft, die sich ihrer Sündhaftigkeit bewusst ist und ihre Hoffnungslosigkeit erkennt“ (Beau). Durch einfachen Stil bewirkt der Autor den Eindruck vollkommener Wahrheit und Echtheit. Der Beweis der Fiktionalität der Briefe wurde von Frederick Charles Green, Leo Spitzer, Frédéric Deloffre und Jacques Rougeot erbracht.
Der Orientalist Antoine Galland stellte seiner Übersetzung der Märchen von 1001 Nacht eine Widmung an die Tochter von Guilleragues voraus, in der er bedauerte, das Werk nicht ihrem (schon verstorbenen) Vater widmen zu können, den er nicht nur als seinen Wohltäter betrachte, sondern  als das Genie mit der größten Fähigkeit zum Genuss des Schönen und zur Vermittlung dieser Fähigkeit an andere (le génie le plus capable de goûter et de faire estimer aux autres les belles choses).

## Werke
- Lettres portugaises, Valentins et autres oeuvres de Guilleragues, hrsg. von Frédéric Deloffre und Jacques Rougeot, Paris, Garnier, 1962.
- Chansons et bons mots. Valentins. Lettres portugaises, hrsg. von Frédéric Deloffre und Jacques Rougeot, Genf, Droz, 1972.
- Correspondance, hrsg. von Frédéric Deloffre und Jacques Rougeot, Genf, Droz, 1976.
- Portugiesische Briefe = Lettres portugaises, hrsg. von Charlotte Frei, Essen, Die blaue Eule, 2002.

### Handbuchliteratur
- Albin Eduard Beau, « Anonym, Lettres Portugaises », in: Hauptwerke der französischen Literatur. Einzeldarstellungen und Interpretationen, hrsg. von Irene Schwendemann, München, Kindler, 1976, S. 176–177.
- Robert Horville, Le XVIIe Siècle. Les ambiguïtés du baroque et du classicisme, in: Histoire de la littérature française, hrsg. von Henri Mitterand, Paris 1988, S. 235–407 (hier: S. 344).
- Fanny Népote-Desmarres, "Guilleragues", in: Laffont-Bompiani. Le nouveau dictionnaire des auteurs de tous les temps et de tous les pays, Paris 1994, S. 1345 (Reihe Bouquins).
- Bernard Raffalli (1941–2002), "Guilleragues, comte de", in: Dictionnaire des écrivains de langue française, hrsg. von Jean-Pierre Beaumarchais, Daniel Couty und Alain Rey, Paris, Larousse, 2001, S. 798–799.